# うさぎ座R星
うさぎ座R星（うさぎざあーるせい）はうさぎ座にある脈動変光星で、学名はR Leporis（略称はR Lep）。非常に赤い色をしており、1845年にこの星を発見したイギリスの天文学者ジョン・ハインドにちなんで「ハインドのクリムゾンスター (Hind's Crimson Star) 」と呼ばれる。

## 物理的性質
1845年10月にハインドによって最初に観測され、1852年から1855年のシュミットによる観測によって変光が指摘された。ミラ型変光星に分類され、427.07日の周期で5.5等から11.7等の間を変光する。また、この周期とは別に、約40年の長い周期を持つと考えられている。
恒星進化論では、漸近巨星分枝 (AGB) と呼ばれる段階にあり、恒星大気中に酸素より炭素を多く含む「炭素星」に分類される。これは、ヘリウム殻での核融合で生じた炭素が対流によって表面に運ばれる「汲み上げ (dredge up)」が繰り返された結果、酸素が炭素と結び付いて一酸化炭素 (CO) となることで消費されて炭素が卓越するに至った、と考えられている。汲み上げられた炭素から生じたCO、CH、CN、C2などの分子が可視光の青の成分を強く吸収するため、炭素星は普通の低温度星（スペクトル型K～M）よりもさらに深い赤色を帯びて見える。発見者のハインドはこの星の赤い色を「黒い視野に落とされた一滴の血のよう (like a drop of blood on a black field)」と表現している。
質量は定かではないが、炭素星は太陽質量の2.5 - 5倍の質量を持つものが多く、主系列星の段階にあった頃はB型主系列星であったと推測される。